# Aegiochus tenuipes
Aegiochus tenuipes är en kräftdjursart som först beskrevs av Schioedte och Frederik Vilhelm August Meinert 1879.  Aegiochus tenuipes ingår i släktet Aegiochus och familjen Aegidae. Inga underarter finns listade i Catalogue of Life.